# Thymelaea gussonei
Thymelaea gussonei é uma espécie de planta com flor pertencente à família Thymelaeaceae. 
A autoridade científica da espécie é Boreau, tendo sido publicada em Mémoires de la Société Académique de Maine et Loire 4: 121. 1858.

## Portugal
Trata-se de uma espécie presente no território português, nomeadamente em Portugal Continental.
Em termos de naturalidade é nativa da região atrás indicada.

## Protecção
Não se encontra protegida por legislação portuguesa ou da Comunidade Europeia.